# Franz Holter
Franz Holter (* 26. November 1842 in Wels, Oberösterreich; † 3. April 1921 ebenda) war ein österreichischer Politiker (Deutsche Volkspartei) und Eisenhändler. Er war Abgeordneter des Österreichischen Abgeordnetenhauses und Gemeinderat in Wels.

## Leben
Holter wurde als Sohn des Silberschmieds Karl Holter geboren und besuchte das Untergymnasium im Stift Kremsmünster. Er absolvierte eine Lehre im Handel bei der Firma Ehrenletzberger in Linz und arbeitete in Handelshäusern in Steyr, Budapest sowie in Graz. Ab 1868 war er in einer Eisenhandlung in Wels tätig. Dort machte er sich schließlich 1873 als Eisenhändler selbständig. Hierzu kaufte er die Welser Eisenfirma Johann Jax auf und benannte sie nach seinem Namen. Holter war neben seinem Beruf in verschiedenen Organisationen aktiv, wobei er sich insbesondere im Bereich des Ausbaus der regionalen Lokalbahnen engagierte. Er war Handelskammerrat, Mitglied des Welser Sparkassenausschusses sowie zuletzt des Direktionsvorstandes. Des Weiteren gehörte Holter als Mitglied dem Museumskomitee an und war Leiter der Ortsgruppe des Alpenvereins sowie der örtlichen Zweigstelle des Roten Kreuzes. Zudem war er aktiver Turner, Ehrenmitglied des Turnvereins und stellvertretender Landesvorsitzender des oberösterreichischen Feuerwehrverbandes.
Holter kandidierte bei der Reichsratswahl 1901 im Wahlbezirk der oberösterreichischen Städte 4 (Wels, Lambach, Grieskirchen etc.) und konnte ein Mandat erzielen. In der Folge vertrat er bis 1907 die Deutsche Volkspartei im Abgeordnetenhaus. Nach der Einführung des allgemeinen, gleichen Männerwahlrechts trat er bei der Reichsratswahl 1907 im neugeschaffenen Wahlbezirk Oberösterreich 4 an, unterlag jedoch dem Kandidaten der Katholisch-Konservativen Partei Josef Zaunegger in der Stichwahl.
Holter war ab 1874 mit Maria Göllerich verheiratet und wurde Vater von mindestens zwei Söhnen. Er war der Schwiegersohn des Pianisten August Göllerich.

## Auszeichnungen
- Ehrenbürger der Stadt Wels
- Goldenes Verdienstkreuz mit der Krone